# Selección de baloncesto de Azerbaiyán
La selección de baloncesto de Azerbaiyán (en azerí: Azərbaycan milli baskebol komandası) es el equipo formado por jugadores de nacionalidad azerí que representa a la Federación de Baloncesto de Azerbaiyán en las competiciones internacionales organizadas por la Federación Internacional de Baloncesto (FIBA) o el Comité Olímpico Internacional (COI): los Juegos Olímpicos, la Copa Mundial de Baloncesto y el EuroBasket.
Desde que se convirtió en miembro de la FIBA en 1994, Azerbaiyán ha participado principalmente en competiciones más pequeñas como el Campeonato Europeo para Países Pequeños, ganándolo dos veces, en 2006 y 2008. El equipo nacional también ganó un título en los Juegos de Solidaridad Islámica en su única aparición en 2005.

## Historial

### Copa Mundial
Resultado General: No ocupa puesto
| Copa Mundial de Baloncesto |
| --- |
| - 1950: No calificó - 1954: No calificó - 1959: No calificó - 1963: No calificó - 1967: No calificó - 1970: No calificó - 1974: No calificó - 1978: No calificó - 1982: No calificó - 1986: No calificó - 1990: No calificó - 1994: No calificó - 1998: No calificó - 2002: No calificó - 2006: No calificó - 2010: No calificó - 2014: No calificó - 2019: No calificó - 2023: No calificó - 2027: TBD |

### Juegos Olímpicos
| Baloncesto en los Juegos Olímpicos |
| --- |
| - Berlín 1936: No calificó - Londres 1948: No calificó - Helsinki 1952: No calificó - Melbourne 1956: No calificó - Roma 1960: No calificó - Tokio 1964: No calificó - México 1968: No calificó - Múnich 1972: No calificó - Montreal 1976: No calificó - Moscú 1980: No calificó - Los Ángeles 1984: No calificó - Seúl 1988: No calificó - Barcelona 1992: No calificó - Atlanta 1996: No calificó - Sídney 2000: No calificó - Atenas 2004: No calificó - Pekín 2008: No calificó - Londres 2012: No calificó - Río 2016: No calificó - Tokio 2020: No calificó - París 2024: No calificó |

### EuroBasket
| EuroBasket |
| --- |
| - 1935: No participó - 1937: No participó - 1939: No participó - 1946: No participó - 1947: No participó - 1949: No participó - 1951: No participó - 1953: No participó - 1955: No participó - 1957: No participó - 1959: No participó - 1961: No participó - 1963: No participó - 1965: No participó - 1967: No participó - 1969: No participó - 1971: No participó - 1973: No participó - 1975: No participó - 1977: No participó - 1979: No participó - 1981: No participó - 1983: No participó - 1985: No participó - 1987: No participó - 1989: No participó - 1991: No participó - 1993: No participó - 1995: No participó - 1997: No participó - 1999: No participó - 2001: No participó - 2003: No participó - 2005: No participó - 2007: No participó - 2009: No participó - 2011: No participó - 2013: No participó - 2015: No participó - 2017: No participó - 2022: No participó - 2025: TBD |

### Campeonato Europeo División C
| 1988: | No participó   | 1990: | No participó   | 1992: | No participó |  |  |
| 1994: | No participó   | 1996: | No participó   | 1998: | No participó |  |  |
| 2000: | No participó   | 2002: | No participó   | 2004: | 4° Lugar     |  |  |
| 2006: | Medalla de oro | 2008: | Medalla de oro | 2010: | No participó |  |  |
| 2012: | No participó   | 2014: | No participó   | 2016: | No participó |  |  |
| 2018: | No participó   | 2021: | No participó   |       |              |  |  |

## Palmarés
- Campeonato Europeo de Baloncesto de los Países Pequeños:
  -   Campeón (2): 2006, 2008

- Juegos de la Solidaridad Islámica:
  -   Campeón (1): 2005